# Kościół Chrystusa Najwyższego Kapłana w Poznaniu
Kościół Chrystusa Najwyższego Kapłana w Poznaniu – rzymskokatolicki kościół parafialny, zlokalizowany w Poznaniu na osiedlu Lecha (Chartowo).

## Historia
Prośbę o pozwolenie na budowę kościoła na os. Lecha, Kuria Metropolitarna wniosła po raz pierwszy w 1970. Później budowę świątyni zgłoszono do planu zagospodarowania osiedla na lata 1982–1985, a następnie do planu na lata 1986–1990, robiono wszystko co możliwe, by inwestycję umieścić w planach budowlanych osiedla. Jednak władze państwowe skutecznie opóźniały wydanie jakiejkolwiek decyzji w tej sprawie. Wreszcie przydzielono kościołowi działkę rolną położoną poza osiedlem i oddzieloną od niego dwupasmową arterią. W tej sytuacji Kuria Metropolitarna, nie będąc zainteresowana takim usytuowaniem świątyni, nasiliła starania o przydzielenie terenu wewnątrz osiedla. Nową lokalizację uzyskano ostatecznie w kwietniu 1988. Teren został przyznany w centralnej części os. Lecha, na skrzyżowaniu ciągów pieszych w pasie terenu przeznaczonym pod usługi. Decyzja o zatwierdzeniu planu realizacyjnego została wydana 18 maja 1990 przez Wydział Urbanistyki Architektury i Nadzoru Budowlanego na wniosek parafii pw. Pierwszych Polskich Męczenników. Wcześniej, 10 października 1986, arcybiskup metropolita poznański Jerzy Stroba delegował do budowy kościoła i obiektów towarzyszących na os. Lecha, ks. Wojciecha Nogalskiego, wikariusza parafii pw. Najświętszej Bogarodzicy Maryi. Projekt całego założenia powierzono architektowi Grzegorzowi Augustyniakowi ze Studia Projektowego A-5. W dniu 28 grudnia 1989, po zatwierdzeniu przez Archidiecezjalną Komisję Artystyczno-Konserwatorską, został przedłożony w Urzędzie Miejskim w Poznaniu projekt koncepcyjny kościoła, który pozytywnie rozpatrzono w lutym 1990. Program użytkowy zakładał budowę kościoła, części katechetycznej, części mieszkalnej z biurem parafialnym oraz garaży i magazynów. W dniu 26 kwietnia 1990, decyzją architekta miejskiego, parafia Pierwszych Polskich Męczenników uzyskała pozwolenia na budowę tymczasowej kaplicy z częścią mieszkalno-katechetyczną. Względy społeczne i ekonomiczne zadecydowały o tym, że budowę prowadzono etapami, z których pierwszy miał objąć kościół. Na mocy dekretu mającego wejść w życie 12 listopada 1990 arcybiskup Jerzy Stroba ustanowił na os. Lecha ośrodek duszpasterski pw. Chrystusa Najwyższego Kapłana. 1 grudnia 1994 erygowano parafię, została wyodrębniona z pobliskiej parafii pw. Pierwszych Polskich Męczenników. Pozwolenie na budowę kościoła zostało wydane 5 października 1995 i wkrótce rozpoczęto prace. 4 czerwca 2000 w kościele została odprawiona pierwsza msza. Ostatnie prace budowlano-wykończeniowe wykonano w 2006. 

## Opis
Autorami projektu świątyni są: Grzegorz Augustyniak I Krzysztof Kornecki. Ze względu na zróżnicowanie funkcji w obiekcie przyjęto zasadę gabarytowego i kolorystycznego różnicowania brył. Bryła kościoła jest wyższa, licowana czerwoną cegłą, ze stromymi dachami krytymi dachówką, natomiast zabudowania parafialno-katechetyczne są niższe, kryte płaskim dachem. Kościół wznosi się na rzucie kwadratu z osią główną usytuowaną po przekątnej, wyznaczającą kierunek wschód-zachód. W nawach bocznych posiadających osobne wejścia, po lewej i prawej stronie nawy głównej znajdują się kaplice. W lewej kaplicy umieszczono obraz Matki Boskiej Nieustającej Pomocy i krucyfiks. W prawej kaplicy obraz Miłosierdzia Bożego i dwie tablice z cytatami z Dzienniczka św. Faustyny. Jedna z nich posiada ołtarz i może służyć jako kościół w dni powszednie, a w niedziele i święta pełni funkcję kaplicy dla matki z dzieckiem. Pierwotnie na ścianie prezbiterium umieszczono rzeźbę Chrystusa Najwyższego Kapłana, wykonaną przez Danutę Mączak. Obecnie to miejsce wypełnia monumentalna mozaika, której autorką jest Magdalena Czeska. Na ścianie południowej stacje drogi krzyżowej. Nad wejściem głównym znajduje się chór dostępny z dwóch klatek schodowych, jedna z nich mieści się w stalowej rotundzie będącej podporą stalowej wieży. Za ołtarzem zaprojektowano zakrystię, biuro parafialne i klatkę schodową prowadzącą do części mieszkalnej. Wejście do części mieszkalnej, biur i zakrystii znajduje się dokładnie na osi kościoła, od strony wschodniej, zaś do sal katechetycznych wchodzi się poprzez dziedziniec od strony zachodniej. Budynek jest częściowo podpiwniczony, piwnice mieszczą funkcje techniczne. W ścianie frontowej znajduje się płyta granitowa upamiętniająca „Rok Jubileuszowy–2000”.

## Galeria

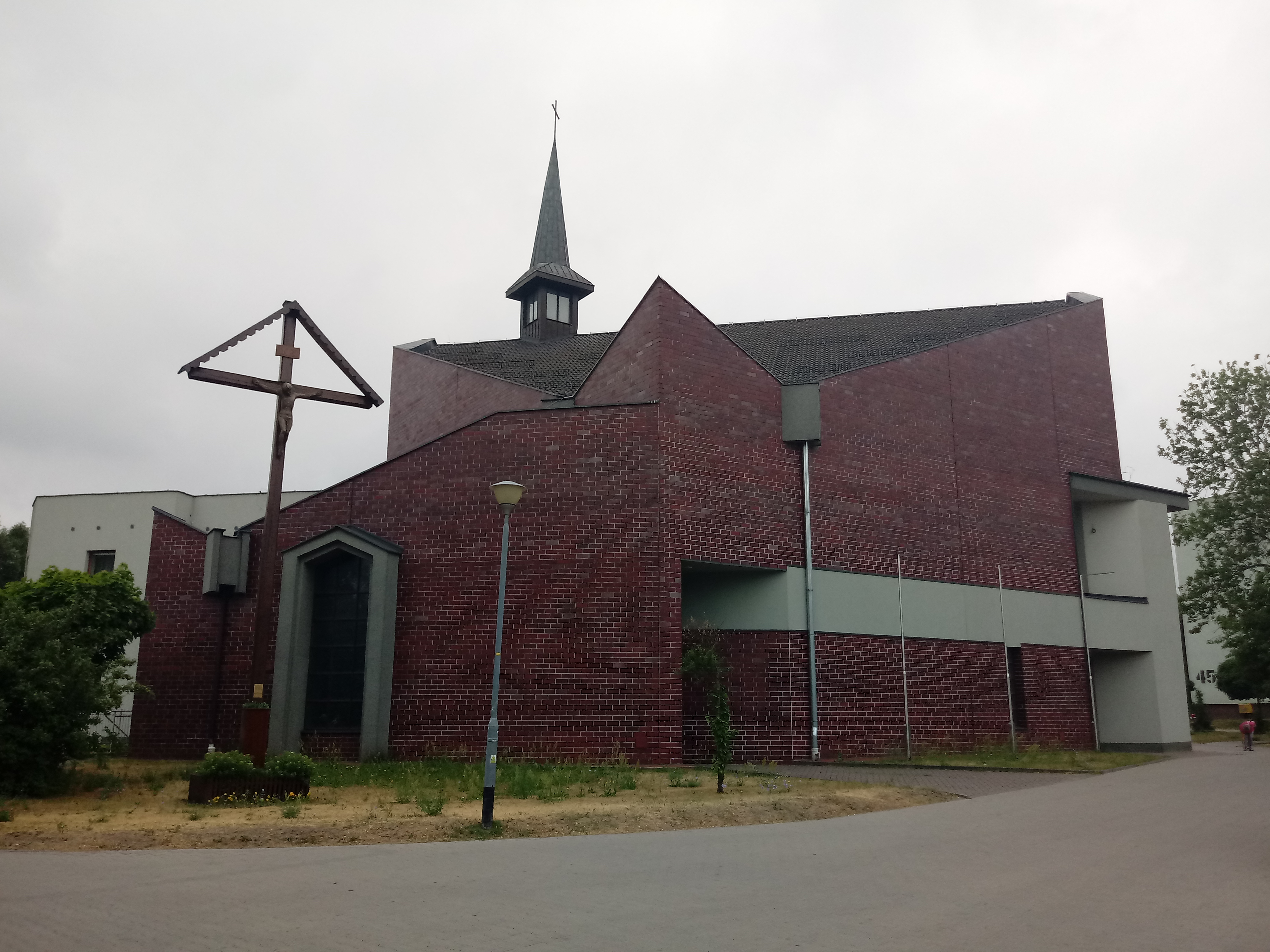
Widok od strony północno-zachodniej
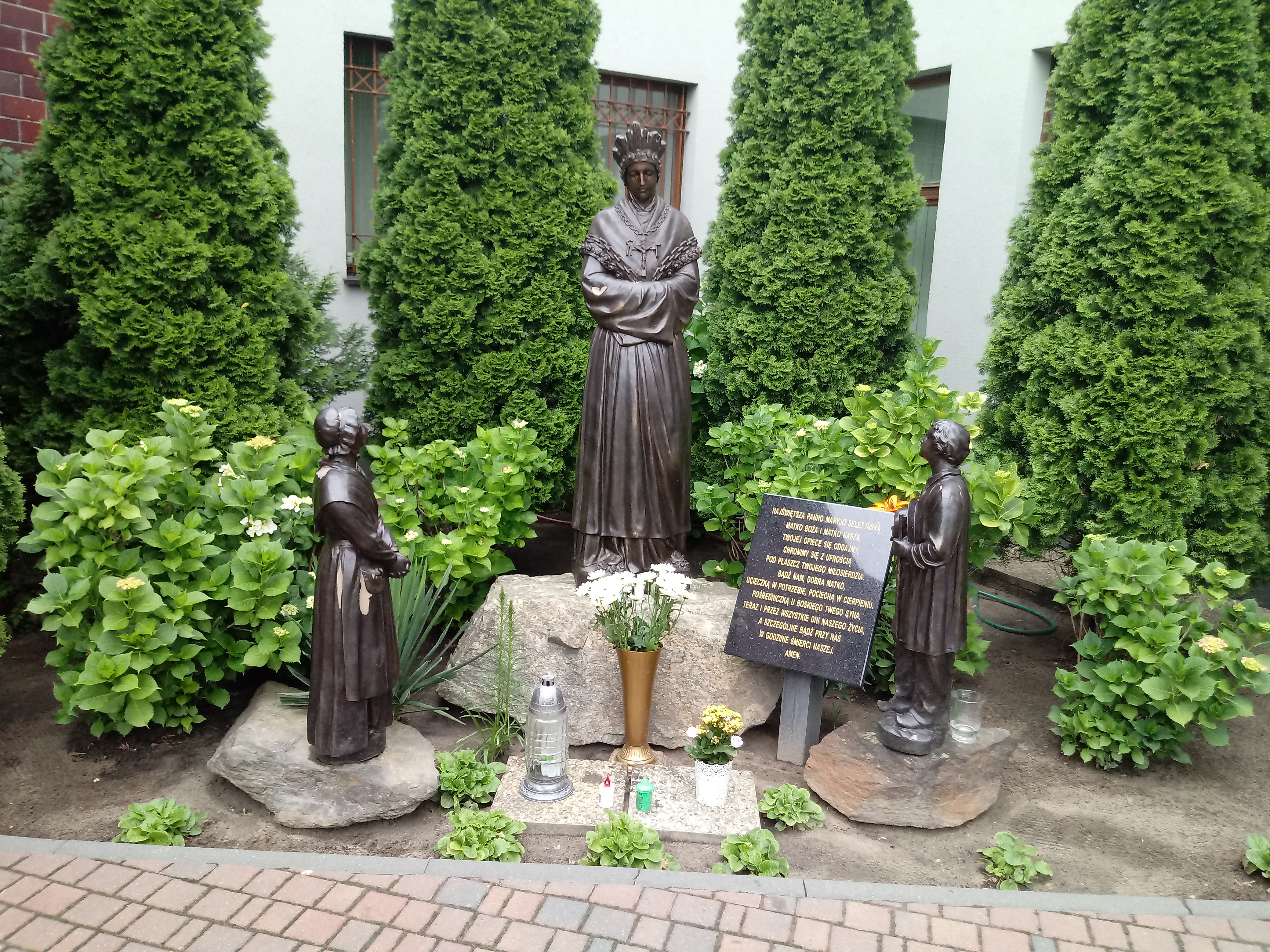
Matka Boża z La Salette objawia się dzieciom, (figury na dziedzińcu kościoła)